# Денис Петрашов
Денис Јевгенијевич Петрашов (рус. Денис Евгеньевич Петрашов; Бишкек, 1. фебруар 2000) киргистански је пливач  чија специјалност су трке прсним стилом. Вишеструки је национални првак и рекордер, учесник светских првенстава и Олимпијских игара.
Његов отац је троструки киргиски олимпијац и вишеструки национални првак Јевгениј Петрашов.

## Спортска каријера
Прво велико такмичење на ком је Петрашов учествовао је било светско првенство у руском Казању 2015. где се такмичио у квалификацијама трке на 200 прсно које је окончао тек на 50. месту у укупном поретку, у конкуренцији 52 пливача. 
Захваљујући специјалној позивници МОК-а, годину дана касније по први пут је наступио на Олимпијским играма у бразилском Рију. У Рију је Петрашов заузео претпоследње 38. место у својој јединој трци на 200 прсно. Годину је окончао са неколико солидних резултата на првенству Азије у Токију, те наступом на светском првенству у малим базенима у канадском Виндзору, али без неких запаженијих резултата.
Током 2017. наступио је на светском првенству у Будимпешти, а потом и на светском јуниорском првенству у Индијанаполису где је остварио и први значајнији резултат у каријери заузевши укупно 9. место у квалификацијама трке на 200 прсно. 
До првог финала у каријери дошао је на Азијским играма 2018. у Џакарти где је испливао укупно пето време финалне трке на 200 прсно. Два месеца касније, на Олимпијским играма младих у Буенос Ајресу осваја сребрну медаљу на 100 прсно, док је на дупло краћој деоници у финалу заузео седмо место. 
Свој трећи наступ на светским првенствима „уписао” је у корејском Квангџуу 2019. где је испливао нове националне рекорде у тркама на 100 прсно (28. место са резултатом 1:00,94) и 200 прсно (2:11,65 и 24. место). 